# Olympische Sommerspiele 2024/Wasserspringen – 3 m Kunstspringen (Männer)
Das 3-m-Kunstspringen der Männer bei den Olympischen Spielen 2024 in Paris wurde vom 6. bis 8. August im Centre Aquatique Olympique ausgetragen.

## Titelträger
| Olympiasieger | Xie Siyi      | 558,72 | Tokio 2020 |
| Weltmeister   | Wang Zongyuan | 538,70 | Doha 2024  |

## Ergebnisse
| Rang | Athlet             | Nation                  | Vorrunde | Vorrunde | Halbfinale    | Halbfinale    | Finale        | Finale        | Finale        | Finale        | Finale        | Finale        | Finale        |
| Rang | Athlet             | Nation                  | Punkte   | Rang     | Punkte        | Rang          | 1             | 2             | 3             | 4             | 5             | 6             | Gesamt        |
| ---- | ------------------ | ----------------------- | -------- | -------- | ------------- | ------------- | ------------- | ------------- | ------------- | ------------- | ------------- | ------------- | ------------- |
| 1    | Xie Siyi           | China                   | 509,60   | 2        | 505,85        | 2             | 86,70         | 79,20         | 97,20         | 91,00         | 88,80         | 100,70        | 543,60        |
| 2    | Wang Zongyuan      | China                   | 530,65   | 1        | 537,85        | 1             | 81,60         | 91,00         | 95,55         | 89,25         | 70,20         | 102,60        | 530,20        |
| 3    | Osmar Olvera       | Mexiko                  | 444,15   | 5        | 463,75        | 4             | 79,90         | 89,25         | 63,00         | 75,85         | 98,80         | 93,60         | 500,40        |
| 4    | Carson Tyler       | Vereinigte Staaten      | 389,80   | 10       | 438,00        | 7             | 76,50         | 67,50         | 69,75         | 72,00         | 64,75         | 78,75         | 429,25        |
| 5    | Jordan Houlden     | Großbritannien          | 448,20   | 4        | 445,55        | 5             | 76,50         | 64,60         | 68,25         | 74,10         | 70,20         | 74,10         | 427,75        |
| 6    | Luis Uribe         | Kolumbien               | 375,90   | 17       | 423,80        | 10            | 49,30         | 71,40         | 79,95         | 72,20         | 72,00         | 77,00         | 421,85        |
| 7    | Jack Laugher       | Großbritannien          | 468,30   | 3        | 467,05        | 3             | 74,80         | 84,00         | 35,70         | 72,15         | 74,10         | 70,20         | 410,95        |
| 8    | Jules Bouyer       | Frankreich              | 407,30   | 6        | 438,30        | 6             | 73,10         | 81,60         | 67,50         | 68,25         | 57,75         | 47,50         | 395,70        |
| 9    | Jonathan Ruvalcaba | Dominikanische Republik | 363,15   | 18       | 416,20        | 12            | 76,50         | 44,20         | 62,70         | 61,50         | 75,25         | 73,50         | 393,65        |
| 10   | Kurtis Mathews     | Australien              | 399,20   | 8        | 417,15        | 11            | 65,10         | 76,50         | 52,50         | 64,80         | 56,10         | 68,40         | 383,40        |
| 11   | Woo Ha-ram         | Südkorea                | 389,10   | 12       | 432,00        | 9             | 71,40         | 68,00         | 45,60         | 73,50         | 63,00         | 52,65         | 374,15        |
| 12   | Moritz Wesemann    | Deutschland             | 398,70   | 9        | 433,00        | 8             | 74,80         | 78,20         | 40,25         | 43,20         | 57,00         | 70,20         | 363,65        |
| 13   | Yona Knight-Wisdom | Jamaika                 | 382,90   | 14       | 412,40        | 13            | ausgeschieden | ausgeschieden | ausgeschieden | ausgeschieden | ausgeschieden | ausgeschieden | ausgeschieden |
| 14   | Sho Sakai          | Japan                   | 389,15   | 11       | 410,15        | 14            | ausgeschieden | ausgeschieden | ausgeschieden | ausgeschieden | ausgeschieden | ausgeschieden | ausgeschieden |
| 15   | Andrew Capobianco  | Vereinigte Staaten      | 382,05   | 15       | 407,65        | 15            | ausgeschieden | ausgeschieden | ausgeschieden | ausgeschieden | ausgeschieden | ausgeschieden | ausgeschieden |
| 16   | Gwendal Bisch      | Frankreich              | 387,00   | 13       | 392,70        | 16            | ausgeschieden | ausgeschieden | ausgeschieden | ausgeschieden | ausgeschieden | ausgeschieden | ausgeschieden |
| 17   | Yi Jaeg-yeong      | Südkorea                | 381,40   | 16       | 366,50        | 17            | ausgeschieden | ausgeschieden | ausgeschieden | ausgeschieden | ausgeschieden | ausgeschieden | ausgeschieden |
| 18   | Lorenzo Marsaglia  | Italien                 | 405,05   | 7        | 354,05        | 18            | ausgeschieden | ausgeschieden | ausgeschieden | ausgeschieden | ausgeschieden | ausgeschieden | ausgeschieden |
| 19   | Kevin Muñoz        | Mexiko                  | 362,05   | 19       | ausgeschieden | ausgeschieden | ausgeschieden | ausgeschieden | ausgeschieden | ausgeschieden | ausgeschieden | ausgeschieden | ausgeschieden |
| 20   | Daniel Restrepo    | Kolumbien               | 361,10   | 20       | ausgeschieden | ausgeschieden | ausgeschieden | ausgeschieden | ausgeschieden | ausgeschieden | ausgeschieden | ausgeschieden | ausgeschieden |
| 21   | Jake Passmore      | Irland                  | 360,90   | 21       | ausgeschieden | ausgeschieden | ausgeschieden | ausgeschieden | ausgeschieden | ausgeschieden | ausgeschieden | ausgeschieden | ausgeschieden |
| 22   | Giovanni Tocci     | Italien                 | 346,85   | 22       | ausgeschieden | ausgeschieden | ausgeschieden | ausgeschieden | ausgeschieden | ausgeschieden | ausgeschieden | ausgeschieden | ausgeschieden |
| 23   | Mohamed Farouk     | Ägypten                 | 317,40   | 23       | ausgeschieden | ausgeschieden | ausgeschieden | ausgeschieden | ausgeschieden | ausgeschieden | ausgeschieden | ausgeschieden | ausgeschieden |
| 23   | Frandiel Gómez     | Dominikanische Republik | 317,40   | 23       | ausgeschieden | ausgeschieden | ausgeschieden | ausgeschieden | ausgeschieden | ausgeschieden | ausgeschieden | ausgeschieden | ausgeschieden |
| 25   | Lars Rüdiger       | Deutschland             | 301,15   | 25       | ausgeschieden | ausgeschieden | ausgeschieden | ausgeschieden | ausgeschieden | ausgeschieden | ausgeschieden | ausgeschieden | ausgeschieden |